# Heavitree
Heavitree – dzielnica w Exeter w Anglii, w Devon, w dystrykcie Exeter. W 2011 miejscowość liczyła 5824 mieszkańców. Heavitree jest wspomniana w Domesday Book (1086) jako Hevetrove/Hevetrowa.